# Andrea Barberis
Andrea Barberis, né le 11 décembre 1993 à Gênes, est un footballeur italien. Il évolue au poste de milieu relayeur à Pisa SC.

## Carrière

### En club
Le 9 juin 2020, arrivé en fin de contrat au FC Crotone à l'issue de la saison 2019-2020, il s'engage en faveur de l'AC Monza, promu en Serie B, et dont le propriétaire n'est d'autre que Silvio Berlusconi.

## Palmarès
Vierge